# Down to the Sea in Ships (1949)
Down to the Sea in Ships is een Amerikaanse avonturenfilm uit 1949 onder regie van Henry Hathaway. Destijds werd de film in Nederland uitgebracht onder de titel Captain Joy, schipper naast God.

## Verhaal
Kapitein Bering Joy heeft zijn kleinzoon Jed bij zich aan boord. De schoolprestaties van zijn oogappel zijn ondermaats. Hij geeft zijn nieuwe commandant Dan Lunceford daarom de taak om les te geven aan de jongen.

## Rolverdeling
| Acteur           | Personage            |
| ---------------- | -------------------- |
| Richard Widmark  | Dan Lunceford        |
| Lionel Barrymore | Kapitein Bering Joy  |
| Dean Stockwell   | Jed Joy              |
| Cecil Kellaway   | Slush Tubbs          |
| Gene Lockhart    | Andrew L. Bush       |
| Berry Kroeger    | Manchester           |
| John McIntire    | Thatch               |
| Harry Morgan     | Britton              |
| Harry Davenport  | Benjamin Harris      |
| Paul Harvey      | Kapitein John Briggs |
| Jay C. Flippen   | Luke Sewell          |